# Вантаж 200 (фільм)
«Вантаж 200» (рос. Груз 200) — одинадцятий фільм російського режисера Олексія Балабанова. Стрічка вийшла в прокат 14 червня 2007 року.

## Сюжет
Фільм розпочинається попередженням, що його сюжет заснований на реальних подіях. Дія фільму відбувається влітку-восени 1984 року в двох вигаданих провінційних містечках СРСР — Нижньому Волоку і Ленінську, а також в Ленінграді. Країною керує Костянтин Черненко, війна в Афганістані в самому розпалі.
Ленінградський професор кафедри наукового атеїзму Артем Казаков по дорозі до матері заїжджає до свого брата — військкома Михайла, якому скаржиться на нігілізм свого сина і любов до тусовок. Тут же він знайомиться з нареченим своєї племінниці Лізи — фарцівником Валерієм.
Валерій вмовляє Лізу піти з ним на дискотеку, але, отримавши відмову, відправляється туди один. На дискотеці Валерій зустрічає Анжеліку, подругу Лізи, дочку секретаря райкому КПРС. Тим часом по дорозі в Ленінськ «Запорожець» Артема ламається. У пошуках допомоги він опиняється на хуторі біля Олексія, самогонника і колишнього злочинця. Дорогу до хутора вказує дивний мовчазний чоловік — як згодом виявиться, капітан міліції Журов. Відрядивши найманого в'єтнамця по кличці Сунька лагодити авто, Олексій приймає гостя, запрошуючи його випити горілки. У них зав'язується суперечка про Бога і благополуччя, в якому Олексій висловлює ідею про будівництво на своїй землі «Міста Сонця». Коли автомобіль лагодять, Артем уже насилу стоїть на ногах і змушений повернутися до брата.
Потім на хутір прибувають Валерій з Анжелікою, у яких закінчився алкоголь. Хлопець залишає супутницю в машині, обіцяючи незабаром повернутися. Самотню дівчину помічає Журов, він пильно розглядає її крізь скло і зникає в темряві. Налякана Анжеліка поспішає за хлопцем і застає його з господарем сильно напідпитку. На її очах Валерій падає на підлогу без тями. Розпалений Олексій бажає дістати дівчину, його дружина Антоніна ховає Анжеліку за грубкою, потім в хліві і, нарешті, замикає в лазні.
Журов розуміє суть того, що відбувається і, знайшовши момент, наказує Суньці відімкнути баню. Анжеліка зустрічає непрошених гостей з рушницею в руках, але Журов без опору забирає зброю. З рушниці він вбиває Суньку, який, ставши свідком домагання, заступається за дівчину. Потім Журов ґвалтує Анжеліку шийкою горілчаної пляшки, позбавляючи її цноти. Прокинувшись вранці Валєра бачить, як Журов забрав Анжеліку, і, дочекавшись їх від'їзду, тут же їде сам. Дорогою додому Журов з телефонного автомата повідомляє, що на хуторі є труп. Анжеліка намагається злякати ґвалтівника то батьком-партійної «шишкою», то нареченим-десантником, що служить в Афганістані, але тут же зривається і обіцяє нічого не говорити, якщо він її відпустить. Журов ігнорує всі ці репліки і залишає Анжеліку, приковану наручниками до узголів'я ліжка, під наглядом своєї матері-алкоголічки.
Мати капітана Журова виявляється несповна розуму старою, яка абсолютно не розуміє того, що відбувається. Цілими днями вона проводить перед телевізором, де упереміш показують виступи естрадних співаків і засідання ЦК КПРС. Анжеліку вона вважає невісткою і дбайливо пропонує їй пиріжки і випивку. Матері, яка здивована непривітністю «дружини», син пояснює, що дівчина не може розлюбити нареченого-десантника.
Тим часом в місто приходить звістка про прибуття з Афганістану «вантажу 200»: шести цинкових трун з тілами військових, серед яких виявляється і сержант Коля Горбунов, наречений Анжеліки. Військком Михайло обурений ставленням до людей, які віддали життя за Батьківщину: тіла нікому поховати через сезон відпусток. Він вимагає залучити міліцію до справи.
Для поховання сержанта Горбунова зв'язуються з Журовим, який дає згоду. Разом зі своїми товаришами по службі він їде на аеродром, де з вантажного літака Іл-76 «Аерофлоту» спочатку вивантажують труни і відразу ж після в нього вбігають нові солдати, готові до відправки в Афганістан. На очах Журова Іл-76 з новобранцями відлітає до Афганістану. Труну з тілом Горбунова відвозять на квартиру Журова, де той разом з колегою розкриває її сокирою. Зі словами «Наречений приїхав!» він кидає труп поруч зі сплячою Анжелікою. Нажахана дівчина відскакує і впадає в істерику.
До цього на чолі загону міліції Журов здійснює рейд на квартиру алкоголіків, де пускає в хід табельну зброю проти господаря квартири, який намагався з ним сперечатися. Приятельці по чарці повідомляють, що якщо вона хоче бачити дружка живим, то повинна мовчати. Пораненого господаря міліціонери забирають і жорстоко б'ють в камері. Після чого на затриманого оформляють втечу з камери й перевозять його у квартиру Журова.
В одному ліжку з трупом Горбунова господар квартири алкоголіків ґвалтує ридаючу Анжеліку. Потім Журов, що спостерігав за цією сценою зі стільця, вбиває його. Матері він із сумом повідомляє, що Анжеліка, попри всі старання, кохає Горбунова.
У справі про вбивство Суньки затримують Олексія. Нагадуючи йому про якийсь старий борг, Журов змушує Олексія взяти провину на себе. Артем, який побачив арешт на зворотному шляху, не може залишитися осторонь і зустрічає Антоніну біля дверей прокуратури. Однак свідком він бути відмовляється, боячись за свою репутацію. Заступитися за Олексія нікому, і його засуджують до смертної кари з конфіскацією майна. Згодом засудженого виводять на «побачення» і в коридорі вбивають пострілом в потилицю.
Під приводом пошуків Анжеліки Журов забирає у її батьків листи Горбунова з Афганістану. Сидячи перед ліжком, капітан неспішно зачитує Анжеліці послання коханого. В одному ліжку з оголеною Анжелікою лежать два тіла: помітно розкладений і почорнілий труп Горбунова й алкоголік, що також вже почав розкладатися, навколо літають мухи. Анжеліка стогне і корчиться в стражданнях, але Журов незворушний.
Дружина Олексія викопує приховану рушницю і відправляється в Ленінськ до Журова. Його мати незворушно зустрічає її фразою: «Мухи у нас!». Антоніна швидко заходить до кімнати й вбиває міліціонера. Анжеліка істерично благає відпустити її, але жінка розвертається і зачиняє за собою двері. Останні кадри з Анжелікою — сповзши на підлогу гола дівчина плаче в оточенні трьох трупів. Мати Журова дивиться по телевізору виступ Костянтина Черненка на черговому засіданні ЦК КПРС.
Після цих подій Артем не може заспокоїтися, пропускає заняття і, нарешті, приходить в храм, де виявляє бажання похреститися. Валерій ж на концерті групи «Кино» знайомиться з сином Артема Славіком, пропонує стати його напарником, і каже, що настає час великих заробітків. Ленінградською вулицею вони удвох йдуть вдалину. Фінальний титр: «Йшла друга половина 1984 року».

## У ролях
| Актор               | Роль                                                                       |
| ------------------- | -------------------------------------------------------------------------- |
| Агнія Кузнецова     | Анжеліка (озвучка: Оксана Сурніна)                                         |
| Олексій Полуян      | Журов маніяк та капитан міліції                                            |
| Леонід Громов       | Артем Казаков профессор наукового атеизму (озвучка: Сергій Маковецький)    |
| Олексій Серебряков  | Олексій Бєлов                                                              |
| Леонід Бічевін      | Валерій Буадзе спекулянт                                                   |
| Наталія Акімова     | Антоніна дружина Олексія                                                   |
| Юрій Степанов       | Михайло Казаков воєнком, полковник, брат Артема                            |
| Михайло Скрябін     | Сунька (Суань Ван Хей)                                                     |
| Валентина Андрюкова | матір Журова                                                               |
| Андрій Мокєєв       | Набоєв секретар райкому КПРС, батько Анжеліки (озвучка: Олексій Балабанов) |
| Олександр Баширов   | Володимир господар квартири алкоголіків                                    |
| Олександр Мосін     | сержант міліції                                                            |
| Анжеліка Неволіна   | дружина Артема Казакова                                                    |
| Костянтин Балакірєв | Коля Горбунов наречений Анжеліки                                           |

## Саундтрек
У фільмі для створення атмосфери використовуються пісні 1970-х—1980-х років:
| Виконавець       | Пісня                   |
| ---------------- | ----------------------- |
| «Ариель»         | В краю магнолий         |
| «Земляне»        | Трава у дома            |
| «ДК»             | Новый поворот           |
| Юрій Лоза        | Плот                    |
| Коля Бельди      | Увезу тебя я в тундру   |
| «Голубые Молнии» | Дембельская             |
| Африк Симон      | Hafanana                |
| «Песняры»        | Вологда                 |
| «Кино»           | Время есть, а денег нет |

## Критика
Фільм викликав суперечки ще на стадії підготовки до зйомок. Головні ролі писалися спеціально під Євгєнія Міронова і Сергія Маковецького. Обидва актори відмовилися від зйомок після прочитання сценарію. Сергій Маковецький порадив Олексію Балабанову взагалі відмовитися від зйомок цього фільму. Також від зйомок у фільмі утримався Кирило Пірогов. Багато акторів, прочитавши сценарій, відмовлялися від участі в картині.
Фільм був показаний на Першому каналі в ніч на 12 квітня 2008 року в рамках телепередачі «Закритий показ». Відгуки на «Вантаж 200» були суперечливими: якщо одні називали картину кращою роботою Балабанова, то інші звинувачували його в «чорнусі». Критик Наталія Сірівля відзначала: хоча фільм позиціонувався як заснований на реальних подіях, багато його сюжетних ходів повторюють фабулу роману Вільяма Фолкнера «Святилище».
Вручення фільму призу Гільдії російських кінокритиків на кінофестивалі «Кінотавр» обернулося скандалом.
До останнього моменту вихід «Вантажу 200» на широкі екрани залишався під питанням.
Прокат в підсумку все-таки розпочався 14 червня 2007 року.
Музикант Юрій Лоза під час передачі «Надбання республіки» в 2010 році сказав, що якби знав, що фільм вийде «такий мерзенний», свою пісню «Пліт» (рос. Плот) він би в нього не дав.
Із виходом фільму, більшість критиків та глядачів звинуватили Балабанова у так званій «чорнусі». Мовляв, режисер спекулює аморальністю та жорстокістю. «Балабанов став Балабановим лише тому, що вміє шокувати», — коментував у своїй статті Валерій Кічін, «Російська газета».
Чергову порцію критики отримав Балабанов безпосередньо на «Кінотаврі». На прес-конференції фестивалю, присвяченій «Вантажу 200», Жоель Шапрон запитав у режисера, чи не збирається, бува, той знімати найближчим часом так звані снафф-муві — стрічки, в яких по-справжньому вбивають перед камерою.
"10-хвилинна нарізка з «Вантажу 200», показана на одному з кіноринків, викликала колективне обурення власників кінотеатрів, які масово покидали зал. Повний варіант фільму … породив у власників кінозалів вже не гнів, а глибоку задуму. Декотрі говорили: «Так, справді, молодь повинна бачити такі картини … Але як цей „Вантаж“ показати? А що ж скаже вище начальство?» Зрештою, фільм показували в окремих залах рекордно довго. А на «Кінотаврі 2007» стрічка здобула головний приз російської критики", — пише у своїй книзі Юрій Гладільщіков.

## Цитати
«Новий фільм Балабанова про маленьку смерть тоталітаризму в одній країні. За вікном 1984 рік. Гряде перебудова, коли морок життя при радянській владі згустився максимально… Фільмом „Вантаж 200“ режисер обіцяє пояснити все про себе, про власну країну і її героїв. Значно більше і значно жорстокіше, ніж у своїх попередніх картинах…» — СТС, «Кіно в деталях».